# Аскаридози тварин
Аскаридо́зи твари́н — гельмінтози, які виникають у різних тварин внаслідок зараження різними видами багатьох родів аскарид з родини Аскаридові (лат. Ascarididae), ряду Аскаридоподібні (лат. Ascaridida).
Захворювання, яке спричинює аскарида людська, відбувається тільки у людей. Його відносять до антропонозів, та виділяють в окрему нозологічну форму — аскаридоз, через його велику значущість для людської популяції, адже у світі захворілими на аскаридоз вважають до 1,22 мільярда людей, понад 600 тисяч помирає, переважно дітей.
Серед збудників аскаридозів тварин найбільше значення мають аскарида свина (Ascaris suum), аскарида кінська (Parascaris equorum). Обидва види паразитують у тонких кишках худоби. Здорові тварини заражаються, заковтуючи яйця, що виділяються хворими тваринами з екскрементами. 
Лікування проводять чотирихлористим вуглецем (для коней), або сантонін з каломелем і фтористим натрієм (для свиней). 
Запобігання аскаридозу тварин приводять за допомогою старанного очищення тваринницьких приміщень від гною, періодичної обробки підлоги і стін кип'ятком, здійснюють охорону водних джерел і кормів від забруднення яйцями аскарид.